# Souk El Khemis (distrito)
Souk El Khemis é um distrito localizado na província de Bouira, Argélia, e cuja capital é a cidade de mesmo nome, Souk El Khemis.[carece de fontes?]